# Bellin (Adelsgeschlecht)
Die Familie Bellin (auch Belin, Bellyn, Beylin, Beylyn, Bellien geschrieben) soll schon 926 genannt worden sein.

## Geschichte

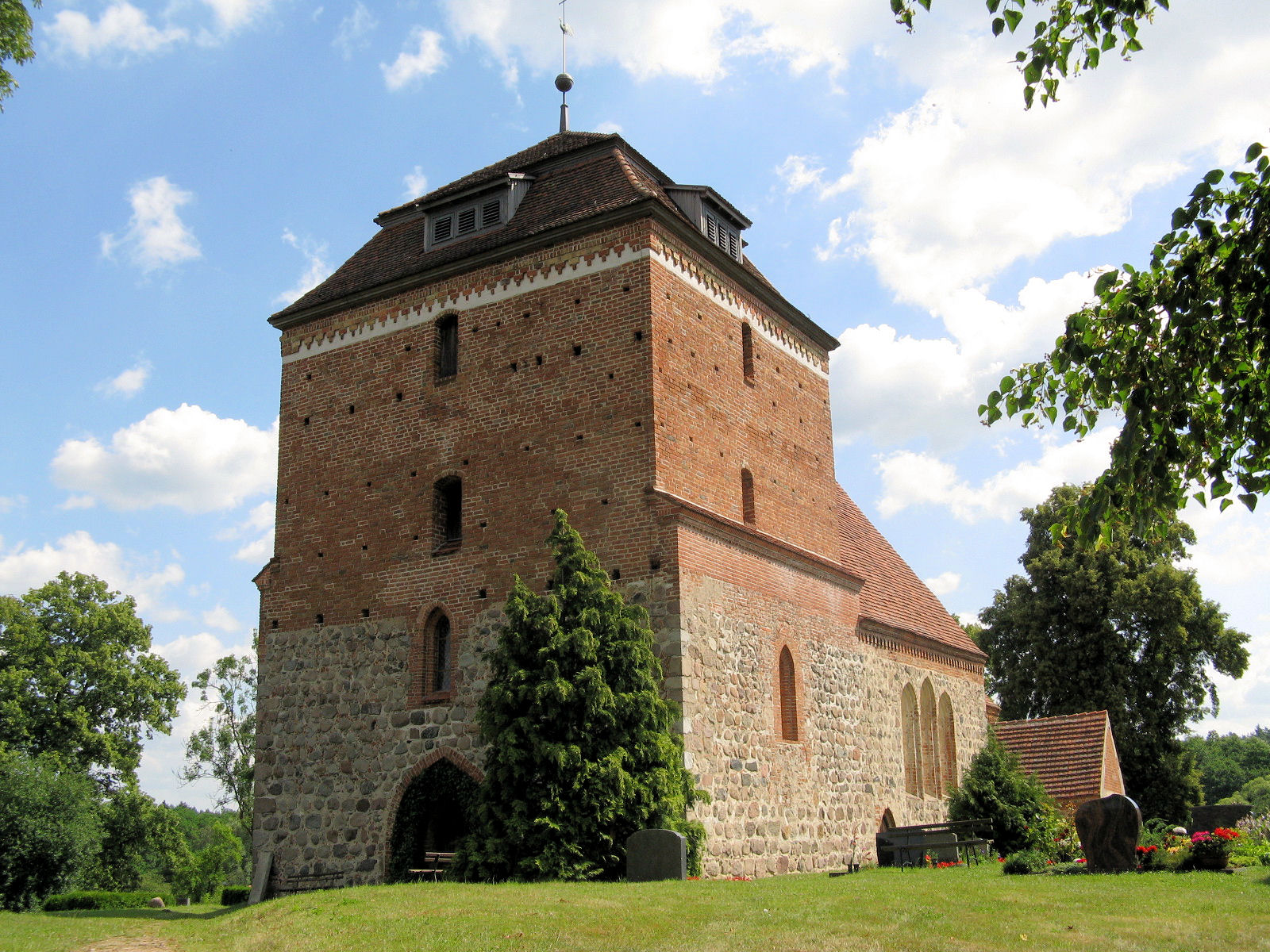
Dorfkirche Bellin (2009)

Die sich de Bellin nennen, sind wendischer Herkunft, waren Vasallen der alten wendischen Fürstenfamilie und gehörten zum engeren Führungskreis der Fürsten von Werle-Wenden. Diese hatten ihren Sitz im benachbarten, etwas nördlich liegendem Güstrow. Die mecklenburgischen Bellin stehen in keinem genealogischen Zusammenhang mit den gleichnamigen Geschlechtern in Brandenburg.
Um 1200 wurde Bernhard de Bellyn genannt, der das deutsche Siedlungsdorf Reimershagen errichtet haben soll. Von 1228 bis 1234 wird Johannes de Bellin mehrfach im Gefolge der Fürsten von Werle erwähnt. Er war verheiratet mit der Tochter von Otto de Cowole (Kogel) und gilt als mutmaßlicher Erbauer der Dorfkirche zu Bellin um 1230. Unter seinem Sohn, dem Ritter Johannes, sollen 1266 Groß und Klein Breesen entstanden sein, die 1390 zum Kloster Dobbertin kamen. Dessen Söhne Johannes (1273–1311) und Bernhard (1274–1313) erhielten am 31. März 1303 durch Nicolaus Werle-Parchim das niedere und hohe Gericht mit Beden verliehen für Bellin, Reimershagen, Jellen, Suckwitz, Groß und Klein Breesen, Kirch und Rum Kogel und die Kogelsche Mühle.
Johannes, von 1326 bis 1386 auf Bellin, war 1335 Advocatus, 1337 Ritter und Vogt zu Güstrow und ab 1347 fürstlicher Rat von Werle mit eigenem Siegel. Er vermachte Chim von Linstow einen Anteil an Bellin. Sein Sohn Berend war von 1339 bis 1376 auf Bellin und mit Ermgard von Weltzien auf Sammit verheiratet. Am 16. April 1397 verkaufte Knappe Bernhard von Bellin seine Einkünfte von zwölf Hufen in Jellen dem geistlichen Bruder Heinrich zu Dobbertin und nach dessen Todesfall für 25 Mark Lübisch an den Konvent des Klosters Dobbertin. Ihr Sohn Berend heiratete 1425 Alheid von Dotenberg aus der Vogtei Laage und hatten drei Töchter Benedicta, Ermgard und Margarete. Ermgard heiratete 1448 Gerd von Linstow auf Lalendorf.
Die 1449 in Ivenack auf Pergament in Minuskelschrift ausgestellte Urkunde wurde in der Kirche von Groß Poserin bei Goldberg gefunden. Die eingehängt gewesenen beiden herzoglichen Siegel und die Siegelbänder waren nicht mehr vorhanden. Der Inhalt lautet: Heinrich d. Ä. und Heinrich d. J., Herzoge von Mecklenburg verleihen an Gerd v. Linstow alles Gut in Bellin, das ihm von seiner Ehefrau, Bernd Bellins nachgelassene Tochter, zugebracht worden ist, und weiter geben sie ihm zu erblichem Lehen alles was ihm an Höfen und Hufen von den Bellinen schon angestorben ist oder noch Heimfallen mag. Ivenack 1449.
Dadurch war urkundlich belegt, dass die Familie von Bellin zwischen 1430 und 1449 im Mannesstamm erloschen war.
Über die mecklenburgische Familie von Bellin hatte in dieser Zeit Bernhard Latomus folgendes aufgezeichnet:  Diesz ist ein der eltesten Geschlechtern dieses Fürstenthums vnd für vierdehalb hundert jahren in groszem flohr gewesen, welche die Herrn von Werle für ihre Räthe vnd Zeugen in vielen Städten gegebn privilegiis gebraucht haben. Ihre Erbsitze sind gewesen Sukevitz, welches ietzt die Grabowen haben, vnd Bellins, welchs Gert Linstow, so sein Bellins Tochter geheuratet, bey sein Geschlecht gebracht vnd fürstlichen consens vnd gnedige Belehnung drauff erlanget hat, vnd ist diesz Geschlecht ohngefehr für 180 iahren ausgestorben. Ihr wapen ist ein gehörneter Wideeskopff.
Besitzungen
Die Besitzungen der Bellin ist auch der Name für die waldreiche Landschaft zwischen Güstrow, Krakow am See und Dobbertin.
Zum urkundlich gesicherten Kernbesitz von gehörten 1303 mit Bellin die Dörfer und Ortschaften Groß und Klein Breesen, Reimershagen, Suckwitz, Kirch und Rum Kogel und Jellen. Der weitere zeitweilige Besitz umfasste im Norden Badendiek, Bölkow und Kirch Rosin. Diese waren seit 1226 im Vorbesitz des Kollegialstiftes, dem Dom zu Güstrow. Im Süden waren es Lohmen und Oldenstorf und weitere Orte, die später zum Kloster Dobbertin kamen. Östlich waren Klein Tessin, Alt und Neu Sammit mit dem Grünen Jäger und südlich Woosten im zeitweiligen Besitz.
Die wendischen Bellin errichteten nicht nur deutsche Bauerndörfer, sie umgaben ihren Besitz auch mit Rittersitzen und Burganlagen, wie in Bellin geschehen. Doch nach 1250 haben die Bellin vielen Besitz direkt an das Kloster Dobbertin abgegeben, so Jellen, Groß und Klein Breesen und auch Kirch und Rum Kogel. Der Besitz nahm rapide ab und bestand zuletzt nur noch aus einem Teil in Bellin, Breesen, Reimershagen und Kogel.
Adelsgeschlechter Bellin außerhalb Mecklenburgs
Neben Mecklenburg soll es adlige Familien dieses Namens noch eine in Pommern und vier in Brandenburg gegeben haben. Sie traten urkundlich erst spät auf und sind im Mannesstamm erloschen. In der Uckermark in Pommern blühte im 13. Jahrhundert ein Geschlecht Bellin, über die weiter nichts bekannt ist. Von den brandenburgischen sind die am bekanntesten Bellin, die auf Carwese, Lentzke und Markau saßen. Mit Christoph von Bellin auf Lentzke sind sie 1751 erloschen. Die auf Fehrbellin, Radesleben bei Ruppin und Linum saßen, sind 1643 erloschen.

## Wappen

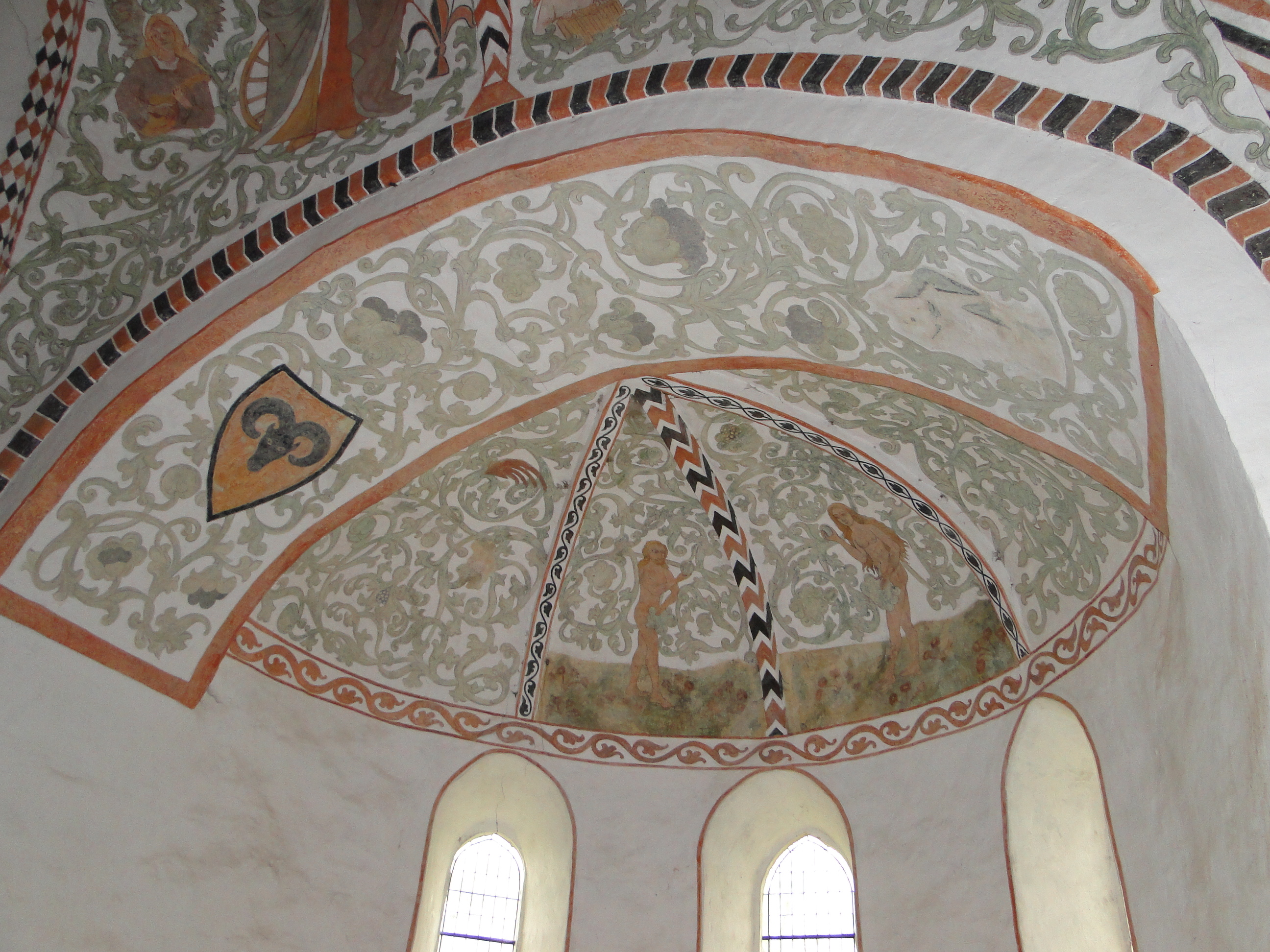
Wappen in der Kirche zu Bellin (2013)

Auf dem Schildsiegel des Wappens ist auf silbernem Grund ein roter, vorwärts gekehrter Widderkopf zu sehen. Die Helmzier ist nicht bekannt. Das älteste bekannte Siegel dieser Familie ist erhalten am vom 1. Oktober 1337 datierten Schuldbrief des Knappen Nicolaus von Bülow auf Zibühl, dessen Bürge Johannes Bellyn war; und ein zweites Exemplar dieses Siegels hat sich erhalten an einer im Klosterarchiv zu Dobbertin aufbewahrten Urkunde, welche die Fürsten Nicolaus und Bernhard von Werle am 25. August 1342 zu Güstrow ausgestellt haben.

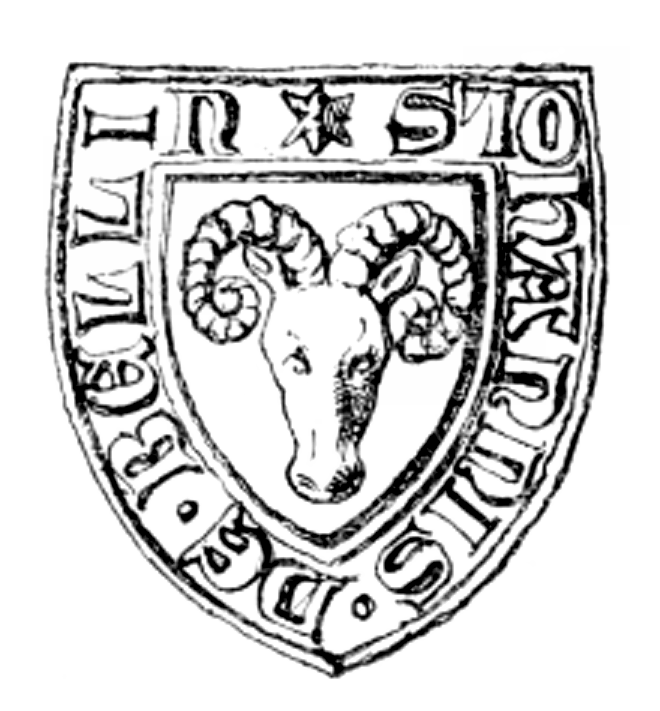
Siegel des Johannis von Bellin (1337)
Wappen der Gemeinde Bellin

Der Widderkopf befindet sich auch im heutigen Wappen der Gemeinde Bellin und ist als Wappenschild im Gurt des Trennungsbogens zwischen Apsis und Chor in der Dorfkirche Bellin zu sehen. Dort ist der Widderkopf schwarz auf goldenem Schild tingiert.

## Namensträger
- Bernhard de Bellyn, errichtete 1200 das deutsche Siedlungsdorf Reimershagen.
- Johannes de Bellin, 1228–1243, Erbauer der Kirche zu Bellin um 1230.[2]
- Bernhard der Jüngere von Bellin, 1296–1322, Famulus und 1299 Ritter.
- Johannes von Bellin, 1326–1386, Advocatus, Ritter, 1337 Vogt zu Güstrow und fürstlicher Rat mit eigenem Siegel.
- Berend von Bellin, 1424–1449, auf Bellin und Kogel, Familie im Mannesstamm erloschen.

### Gedruckte Quellen
- Mecklenburgisches Urkundenbuch (MUB)
- Mecklenburgische Jahrbücher (MJB)

### Ungedruckte Quellen
- Landeshauptarchiv Schwerin
  - LHAS 3.1-3/2 Landeskloster/Klosteramt Dobbertin.
  - Genealogische Sammlungen, von Bellin, von Grabow, von Barold, von Woosten.